# Edoardo Anton
Edoardo Anton, all'anagrafe Edoardo Antonelli (Roma, 7 gennaio 1910 – Villafranca, 11 maggio 1986), è stato un commediografo, sceneggiatore, regista e giallista italiano.

## Biografia
Figlio del drammaturgo Luigi Antonelli, nacque a Roma nel 1910. Seguì le orme paterne scrivendo testi teatrali, copioni per operette e riviste musicali. Nel 1936 incontrò Raffaello Matarazzo con cui iniziò la sua attività di sceneggiatore cinematografico che si protrarrà sino agli anni 80.
Verso la fine degli anni trenta collaborò a diversi programmi radiofonici dell'EIAR; scrisse testi per programmi di varietà ma anche lavori originali di prosa radiofonica. Si cimentò inoltre nel neonato genere giallo pubblicando alcuni racconti nella rivista specializzata "Il Cerchio Verde" e un romanzo (Il mistero della casa crollata, Roma, C.E.S.A., 1936).
Nel 1952 debuttò nella regia cinematografica con la pellicola Il lupo della frontiera, ma la sua attività si limitò a pochi film e non particolarmente importanti.
Nel 1958 diresse per la Rai un episodio del programma Il teatro dei ragazzi.
Tra le sue commedie teatrali più convincenti, La fidanzata del bersagliere portata sul grande schermo da Alessandro Blasetti nel 1967.
Morì a Villafranca Marittima nel 1986.

## Filmografia

### Regista
- Il lupo della frontiera (1952)
- Dramma nella Kasbah (1953)
- Angela (1954)
- La stella dell'India (1954)
- Ridere! Ridere! Ridere! (1954)
- Follie d'estate, coregia con Carlo Infascelli (1964)

### Sceneggiatore
- Il serpente a sonagli, regia di Raffaello Matarazzo (1935)
- L'allegro cantante, regia di Gennaro Righelli (1938)
- L'albergo degli assenti, regia di Raffaello Matarazzo (1939)
- Il cavaliere di San Marco, regia di Gennaro Righelli (1939)
- Validità giorni dieci, regia di Camillo Mastrocinque (1940)
- Fari nella nebbia, regia di Gianni Franciolini (1941)
- L'avventuriera del piano di sopra, regia di Raffaello Matarazzo (1941)
- La canzone rubata, regia di Max Neufeld (1941)
- Una notte dopo l'opera, regia di Nicola Manzari (1941)
- Bengasi, regia di Augusto Genina (1942)
- Cenerentola e il signor Bonaventura, regia di Sergio Tofano (1942)
- Inferno giallo, regia di Géza von Radványi (1942)
- Quarta pagina, regia di Nicola Manzari (1943)
- Un giorno nella vita, regia di Alessandro Blasetti (1946)
- Notte di tempesta, regia di Gianni Franciolini (1946)
- La montagna di cristallo, regia di Henry Cass (1949)
- I falsari, regia di Franco Rossi (1951)
- Ultimo incontro, regia di Gianni Franciolini (1951)
- Operazione Mitra, regia di Giorgio Cristallini (1951)
- Agenzia matrimoniale, regia di Giorgio Pàstina (1952)
- Il peccato di Anna, regia di Camillo Mastrocinque (1952)
- Io, Amleto, regia di Giorgio Simonelli (1952)
- Solo per te Lucia, regia di Franco Rossi (1952)
- Amanti del passato, regia di Adelchi Bianchi (1953)
- L'incantevole nemica, regia di Claudio Gora (1953)
- Saluti e baci, regia di Giorgio Simonelli (1953)
- Addio, Napoli!, regia di Roberto Bianchi Montero (1954)
- Gioventù alla sbarra, regia di Ferruccio Cerio (1954)
- Il cardinale Lambertini, regia di Giorgio Pastina (1954)
- La bella di Roma, regia di Luigi Comencini (1955)
- Il coraggio, regia di Domenico Paolella (1955)
- Operazione notte, regia di Giuseppe Bennati (1955)
- Il segno di Venere, regia di Dino Risi (1955)
- Gli amanti del deserto, regia di Fernando Cerchio e Gianni Vernuccio (1956)
- Il suo più grande amore, regia di Antonio Leonviola (1956)
- Totò, Peppino e i fuorilegge, regia di Camillo Mastrocinque (1956)
- Totò, Peppino e la... malafemmina, regia di Camillo Mastrocinque (1956)
- Peppino, le modelle e... "chella llà", regia di Mario Mattoli (1957)
- L'amico del giaguaro, regia di Giuseppe Bennati (1958)
- Le bellissime gambe di Sabrina, regia di Camillo Mastrocinque (1958)
- Mariti in città, regia di Luigi Comencini (1958)
- Mogli pericolose, regia di Luigi Comencini (1958)
- Pia de' Tolomei, regia di  Sergio Grieco (1958)
- Racconti d'estate, regia di Gianni Franciolini (1958)
- Destinazione Sanremo, regia di Domenico Paolella (1959)
- Le sorprese dell'amore, regia di Luigi Comencini (1959)
- Tempi duri per i vampiri, regia di Steno (1959)
- I Teddy boys della canzone, regia di Domenico Paolella (1960)
- Robin Hood e i pirati, regia di Giorgio Simonelli (1960)
- Signori si nasce, regia di Mario Mattoli (1960)
- Il ratto delle Sabine, regia di Richard Pottier (1961)
- L'imprevisto, regia di Alberto Lattuada (1961)
- Canzoni, bulli e pupe, regia di Carlo Infascelli (1964)
- ...e la donna creò l'uomo, regia di Camillo Mastrocinque (1964)
- La ragazza del bersagliere, regia di Alessandro Blasetti (1967)

## Varietà radiofonici Rai/Eiar
- Terziglio, variazioni su tema, Ricordi, di Edoardo Anton, Nicola Manzari e Varaldo, regia di Claudio Fino, trasmessa il 12 febbraio 1943.
- Napoli vita perenne, appunti radiofonici di Edoardo Anton, musiche di Raffaele Gervasio, trasmessa il 6 marzo 1946.

## Prosa radiofonica Rai
- La città sommersa, un atto di Edoardo Anton, regia di Umberto Benedetto, trasmessa il 8 novembre 1952.
- Morte di un bengalino di Edoardo Anton, regia di Umberto Benedetto, trasmessa il 23 novembre 1963.

## Opere teatrali
- Il serpente a sonagli, in Il Dramma n°220.
- La faccia del mostro, in Il Dramma, nuova serie, n°308.
- La fidanzata del bersagliere, in Il Dramma, n.s., n°291.
- La ragazza al balcone, in Il Dramma, n.s., n°303.
- Libertà provvisoria, in Il Dramma, n.s., n°338.
- Morte di un bengalino, in Il Dramma, n.s., n°325.
- Mulini a vento[3] in Il Dramma n°290.
- Non è ancora primavera
- Un orologio si è fermato